# Википедија на ломбардском језику
Википедија на ломбардском језику (ломб. Wikipedia in lumbard) је верзија Википедије на ломбардском језику, слободне енциклопедије, која данас има преко 10.000 чланака и заузима на листи Википедија 93. место.